# Valdemunitella spinea
Valdemunitella spinea är en mossdjursart som först beskrevs av Brown 1952.  Valdemunitella spinea ingår i släktet Valdemunitella och familjen Calloporidae. Inga underarter finns listade i Catalogue of Life.